# Thora Birch
Thora Birch, född 11 mars 1982 i Los Angeles, Kalifornien, är en amerikansk skådespelerska.
Hon var en av de ledande barnskådespelarna under 1990-talet. Birch har medverkat i filmer som Hocus Pocus (1993), Nu och för alltid (1995) och Alaska (1996). Senare har hon spelat mognare roller, bland annat i American Beauty och i Ghost World, vilken hon blev Golden Globe-nominerad för.

## Filmografi (urval)
- 1992 – Patrioter
- 1993 – Hocus Pocus
- 1994 – Jakten på Dodger
- 1994 – Påtaglig fara
- 1995 – Nu och för alltid
- 1996 – Alaska
- 1999 – American Beauty
- 2000 – Dungeons & Dragons
- 2001 – Ghost World
- 2001 – The Hole
- 2004 – Silver City
- 2009 – Deadline
- 2025 – The Chronology of Water